# Långtjärnen (Hammerdals socken, Jämtland, 704415-148126)
Långtjärnen är en sjö i Strömsunds kommun i Jämtland och ingår i Indalsälvens huvudavrinningsområde.